# 小行星4115
小行星4115（英語：4115 Peternorton）是一颗围绕太阳公转的小行星。1982年8月29日，尼古拉·切爾尼赫在克里米亚发现了此天体。
这颗小行星的绝对星等为294.4016868075709等。